# Agriornis micropterus
Agriornis micropterus е вид птица от семейство Tyrannidae. Видът е незастрашен от изчезване.

## Разпространение
Разпространен е в Аржентина, Боливия, Чили, Парагвай, Перу и Уругвай.